# Rudolf Hilferding

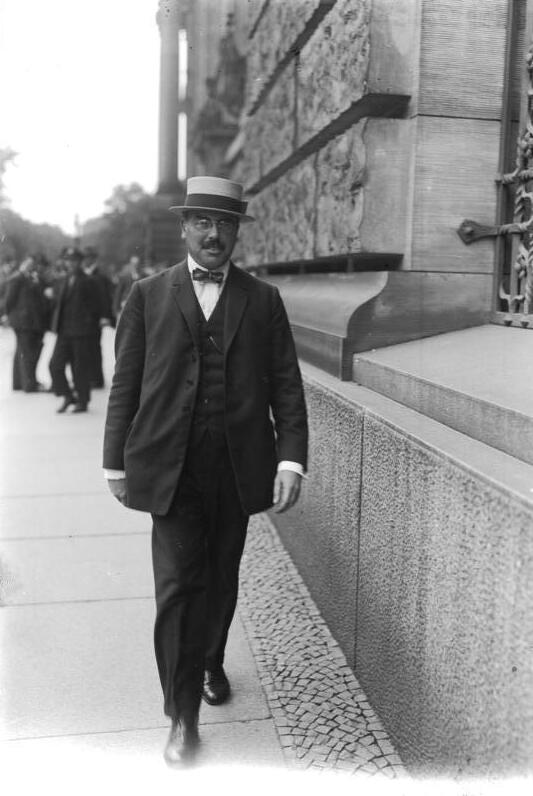
Rudolf Hilferding (1923).

Rudolf Hilferding (Wenen, 10 augustus 1877 - Parijs, 11 februari 1941) was een Oostenrijks-Duits politicus en econoom.
Hilferding was een exponent van de "Austromarxistische" stroming. Hij stond bekend als een gevreesd theoreticus in de debatten over de kapitaalconcentratie, de contradicties van het kapitalisme als oorzaak van crises en het primaat van concurrentie als heuristisch werktuig om de moderne economie te begrijpen. Het bekendste werk van Hilferding was "Het financieel kapitaal", dat ook het denken van Lenin beïnvloedde in het werk "Imperialisme als hoogste stadium van het kapitalisme". Hilferding was ook een collega van Karl Kautsky, bekend politiek activist en theoreticus van het reformisme.
In 1923 was hij korte tijd minister van Financiën van de Weimarrepubliek, ten tijde waarvan hij de rentenmark bedacht die de hyperinflatie uiteindelijk zou beteugelen. Een tweede bewindsperiode eindigde echter roemloos, toen hij in 1929 na de beurskrach geen lening loskreeg van Reichsbankvoorzitter Hjalmar Schacht.
Na de machtsovername van de nazi's emigreerde hij - zowel Jood als socialist - naar Zürich en later naar Parijs. Na de Duitse inval in Frankrijk in 1940 vluchtte hij naar Marseille, waar hij door de Vichy-regering werd overgedragen aan de Gestapo. Hij stierf in gevangenschap, waarschijnlijk als gevolg van martelingen.
Zijn naam staat op het Monument voor de vermoorde leden van de Rijksdag in Berlijn.
- Bibsys: 90163186
- Biblioteca Nacional de España: XX970871
- Bibliothèque nationale de France: cb12278127g (data)
- Catàleg d'autoritats de noms i títols de Catalunya: 981058611982906706
- CiNii: DA00544949
- Gemeinsame Normdatei: 11870480X
- Historisch woordenboek van Zwitserland: 027984
- International Standard Name Identifier: 0000 0001 2120 2523
- Library of Congress Control Number: n82032268
- Bibliotheek van het Japanse parlement: 00443305
- Nationale Bibliotheek van Tsjechië: skuk0000570
- Nationale bibliotheek van Australië: 35081575
- Nationale Bibliotheek van Israël: 987007262648205171
- Nationale Bibliotheek van Polen: a0000002079969
- Nationale en Universitaire bibliotheek Zagreb: 000029353
- Nederlandse Thesaurus van Auteursnamen: 068462557
- Réseau des bibliothèques de Suisse occidentale: 02-A003371451
- SNAC: w6bc6zch
- Système universitaire de documentation: 031597297
- Trove: 820922
- Virtual International Authority File: 9909144
- WorldCat: E39PBJtrPKVWX4QCgXfpBJ3qQq